# David Flair
David Richard Fleihr (6 de Março de 1979) mais conhecido pelo seu ring name David Flair, é um semi-retirado lutador de wrestling profissional estadunidense. Ele é filho de Ric Flair, que também atua no wrestling.

## Carreira

### WCW
A sua estréia no wrestling decorreu em 17 de Janeiro de 1999, em uma luta no WCW/nWo Souled Out, onde fez time com o New World Order. O seu primeiro título veio em Julho do mesmo ano, quando derrotou Dean Malenko para conquistar o WCW United States Championship.
Acabou-o perdendo em Agosto para Chris Benoit. No início de 2000, ele e Chris Ford formaram o tag team conhecido como New Hardcore Revolution, e conquistaram o Título Mundial de Duplas, até então vago. No final de 2000, Flair retirou-se da World Championship Wrestling.

### NWA/WWF
No início de 2001, formou duplas com Don Factor para conquistar o NWA World Tag Team Championship. Teve uma breve passagem pela World Wrestling Federation e Total Nonstop Action Wrestling.

### Circuitos independentes
Entre 2002 e 2004, Flair wrestlou por circuitos independentes; desde então, não se vê mais ele em qualquer empresa de wrestling profissional.

## Títulos
- International Wrestling Association
  - IWA Intercontinental Heavyweight Championship (1 vez)
- NWA Wildside
  - NWA Wildside Tag Team Championship (1 vez) - com Romeo Bliss
  - NWA World Tag Team Championship (1 vez) - com Dan Factor
- World Championship Wrestling
  - WCW United States Championship (1 vez)
  - WCW World Tag Team Championship (1 vez) - com Crowbar
- Outros títulos
  - AFE Heavyweight Championship (1 vez)